# Fernand Crommelynck

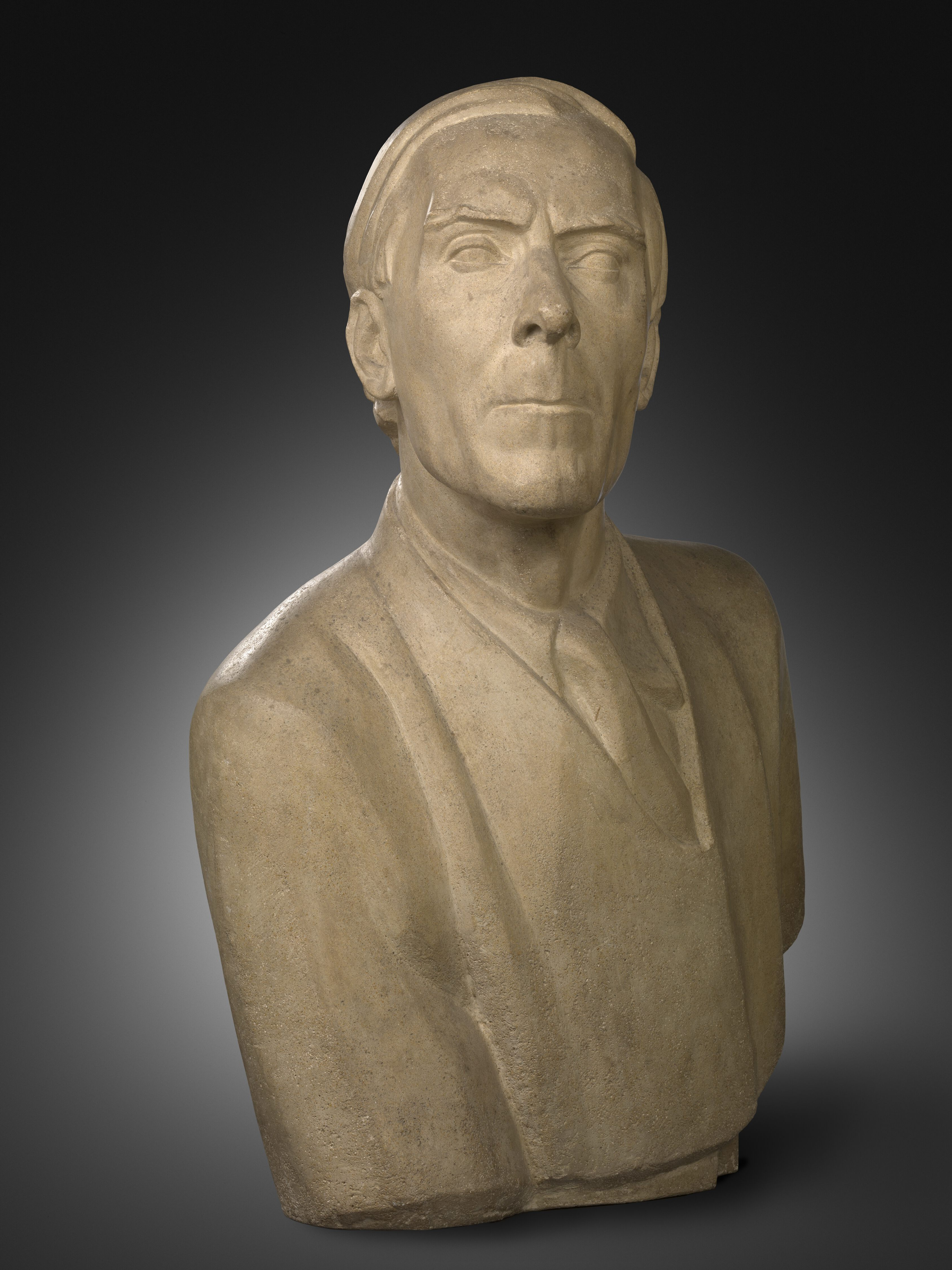

Fernand Crommelynck (Parigi, 19 novembre 1886 – Saint-Germain-en-Laye, 17 marzo 1970) è stato un drammaturgo, attore e sceneggiatore belga di lingua francese.

## Biografia

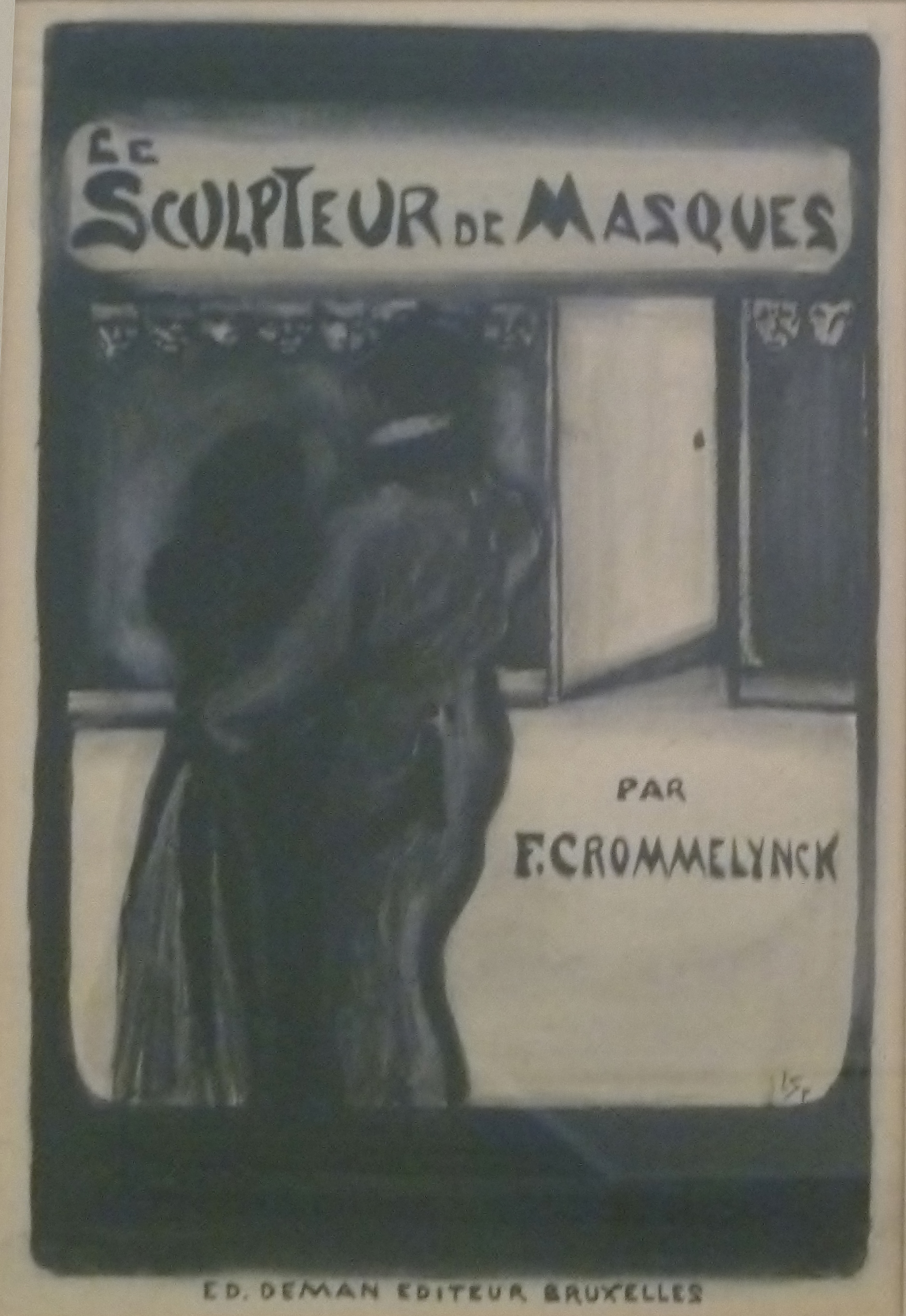
Le Sculpteur de Masques (1907), illustrazione di Léon Spilliaert

Nacque in una famiglia di attori, di madre francese e di padre belga.
Se nelle prime opere, Le Sculpteur de Masques (1908) e L'Histoire de Minna Claessens (1912), si sentì l'influsso della poetica crepuscolare, in quelle successive l'autore si ispirò sempre più allo spirito fiammingo, caratterizzandolo con espressioni parossistiche e con una riuscita sintesi di tragico e comico, di linguaggio liricamente barocco, popolaresco e aristocratico, violento e delicato nello stesso tempo, ma in qualunque caso immaginifico.
Con queste caratteristiche oltre ad un accostamento al Maeterlinck ed a recupero di gusto elisabettiano, Crommelynck scrisse la sua opera più importante, intitolata Le cocu magnifique ("Il becco prodigioso" o "Il magnifico cornuto") (1920), una favola insieme realistica, allegorica, paradossale, contraddistinta da una comicità grottesca e da sprazzi tragici. Da quest'opera sono tratti due film, l'uno meno conosciuto francese, del 1955, e l'altro, molto più noto, diretto nel 1964 da Antonio Pietrangeli, con Ugo Tognazzi e Claudia Cardinale. La TV argentina ha invece tratto diversi episodi di serie televisive dalla sua opera "Monsieur Larose est-il l'assassin?", dal 1960 con un episodio della serie "Obras maestras del terror", al 1961 con la miniserie "¿Es usted el asesino?" sino al 1967 con una nuova omonima serie, entrambe di nove episodi.
La critica letteraria descrisse l'opera di Crommelynck scrivendo che: «su un'idea da vaudeville, l'autore costruisce una tragicommedia e la chiama farsa».
La stessa mescolanza di duro realismo e acutezza psicologica, di elevatezze liriche e rudezze verbali, portante il tema dell'amore sensuale contrapposto a quello angelico, l'autore la propose anche nelle opere successive, quali ad esempio: Carine, ou la jeune fille folle de son âme (1929); Tripes d'or ("La trippa d'oro") (1930), parabola dell'avarizia nella quale l'autore miscela farsa e profonda serietà; Chaud et froid, ou L'Idée de monsieur Dom (1936); Une Femme qu'a le cœur trop petit (1934), nella quale viene descritta una moglie perfetta la cui ossessiva virtuosità appassisce i sentimenti.
Ha anche pubblicato un adattamento shakespeariano, Le Chevalier de la lune ("Il cavaliere della luna") (1957), basato sul personaggio di sir John Falstaff.
Sia per il linguaggio e sia per la tecnica drammatica, Crommelynck viene considerato uno degli autori più originali del teatro del XX secolo.

## Opere principali

### Teatro
- Le Sculpteur de Masques (1908)
- L'Histoire de Minna Claessens (Alfred Machin, 1912)
- L'agent Rigolo et son chien policier (Alfred Machin, 1912)
- Le Marchand de regrets (1913)
- Maudite soit la guerre (Alfred Machin, 1914)
- Le Cocu magnifique  (dramma) (1921)
- Les Amants puérils (1921)
- Carine ou la jeune fille folle de son âme (1929)
- Tripes d'or (1930)
- Le Cadavre nº 5 (Gaston Schoukens, 1932)
- Una donna dal cuore troppo piccolo (Une Femme qu'a le cœur trop petit, 1934)
- Caldo e freddo (Chaud et froid, ou L'Idée de monsieur Dom 1936)
- Le Chevalier de la Lune ou Sir John Falstaff (1968)
- Miroir de l'enfance (1986), pubblicazione postuma
- Théâtre complet, 3 volumi, introduzione di Georges Perros, Gallimard, (1986-1987)

### Romanzo
- Monsieur Larose est-il l'assassin ? (1950)

### Film
(esclusi adattamenti televisivi)
- L'histoire de Minna Claessens di Alfred Machin (attore; Belgio 1912)
- Un épisode de Waterloo di Alfred Machin (attore; interpreta il ruolo del capitano Stewart; cortometraggio; Belgio 1913)
- Le diamant noir di Alfred Machin (attore; interpreta il ruolo di Santher; Belgio 1913)
- Une victime du petit coureur di Isidore Moray (attore protagonista; Belgio 1913)
- Le baiser de l'empereur di Alfred Machin (attore; Belgio 1913)
- L'agent Rigolo et son chien policier di Alfred Machin (attore; interpreta il ruolo protagonista di Rigolo; Belgio 1913)
- Maudite soit la guerre di Alfred Machin (attore; interpreta il ruolo di Monsieur Modzel; Belgio Francia 1914)
- Le Juge di Théo Bergerat (attore; interpreta il ruolo protagonista del giudice; Belgio 1921)
- Le mouton noir di Chalux (attore; interpreta il ruolo protagonista di Albert Bartelens; Belgio 1922)
- Le carillon de minuit di Jacques de Baroncelli (attore; interpreta il ruolo di Yan Beyart; Belgio 1922)
- La revanche belge di Théo Bergerat (attore; interpreta il ruolo di René Forgeois; Belgio 1922)
- Le juif polonais di Harry Southwell (attore; autore dei dialoghi; Belgio Australia Gran Bretagna 1925)
- Le Cadavre no 5 di Gaston Schoukens (attore; interpreta il ruolo del commissario; Belgio 1932)
- The Merry Monarch di Alexis Granowsky (cosceneggiatore da un racconto di Pierre Louÿs; Gran Bretagna 1933)
- Les Aventures du roi Pausole (e sua versione tedesca Die Abenteuer des Königs Pausole) di Alexis Granowsky (cosceneggiatore da un racconto di Pierre Louÿs; Francia 1933)
- Miarka di Jean Choux (autore dei dialoghi da un racconto di Jean Richepin; Francia 1937)
- La Glu di Jean Choux (autore dei dialoghi da una commedia di Jean Richepin; Francia 1938)
- La cité des lumières (Amore a vent'anni) di Jean de Limur (cosceneggiatore da un racconto di Jacques Floury; Francia 1938)
- Le Roman de Werther di Max Ophüls (autore dei dialoghi dal romanzo I dolori del giovane Werther di Johann Wolfgang Goethe; Francia 1938)
- Je suis avec toi  (Io sono con te) di Henri Decoin (sceneggiatore; Francia 1943)
- Le cocu magnifique di E.G. de Meyst (dalla sua commedia; adattamento e sceneggiatura; Francia Belgio 1947)
- Passion de femmes (da una sua commedia; adattamento e sceneggiatura; Francia 1955)
- Il magnifico cornuto di Antonio Pietrangeli (dalla sua commedia Le cocu magnifique; Italia Francia 1964)